# Digama feralba
Digama feralba är en fjärilsart som beskrevs av Emilio Berio 1941. Digama feralba ingår i släktet Digama och familjen björnspinnare. Inga underarter finns listade i Catalogue of Life.